# Månraketen
Månraketen (tyska: Frau im Mond) är en tysk stumfilm från 1929 i regi av Fritz Lang efter en historia av Thea von Harbou, vid tidpunkten hans hustru. Det var en av de första breda spelfilmerna som skildrade en rymdfärd med en raket. I Georges Méliès Resan till månen från 1902 användes en kanon för att nå månen.

## Handling
En forskare beger sig tillsammans med en liten grupp människor med raket till månen i hopp om att hitta rikedomar där. Men ett gäng hänsynslösa affärsmän vill också ta del av kakan och tvingar forskarna att ta med en av deras representanter.

## Rollista
- Willy Fritsch – Wolf Helius
- Klaus Pohl – Georg Mannfeldt
- Gerda Maurus – Friede Velten
- Gustav von Wangenheim – Hans Windegger
- Gustl Gstettenbaur – Gustav
- Fritz Rasp – "Walter Turner"
- Karl Platen – mikrofonman